# Bulgaria en los Juegos Europeos de Cracovia 2023
Bulgaria participó en los Juegos Europeos de Cracovia 2023 con un equipo de 113 deportistas. Responsable del equipo nacional fue el Comité Olímpico Búlgaro.

## Medallistas
El equipo de Bulgaria obtuvo las siguientes medallas:
| Nombre                              | Deporte    | Competición            |
| ----------------------------------- | ---------- | ---------------------- |
| Oro                                 |            |                        |
| Gabriela Stoeva Stefani Stoeva      | Bádminton  | Dobles F               |
| Javier Ibáñez Díaz                  | Boxeo      | Pluma (57 kg) M        |
| Stanimira Petrova                   | Boxeo      | Gallo (54 kg) F        |
| Plata                               |            |                        |
| Svetlana Staneva                    | Boxeo      | Pluma (57 kg) F        |
| Ivet Goranova                       | Karate     | Kumite –55 kg F        |
| Kristina Nikolova                   | Kickboxing | Full contact –50 kg F  |
| Antoaneta Kostadinova               | Tiro       | Pistola 25 m F         |
| Bronce                              |            |                        |
| Yordan Hernández                    | Boxeo      | Superpesado (+92 kg) M |
| Ivan Krastanov                      | Kickboxing | Light contact –79 kg M |
| Alexandra Dimitrova                 | Kickboxing | Full contact –50 kg F  |
| Kalina Boyadzhieva                  | Taekwondo  | +73 kg F               |
| Samuil Donkov Antoaneta Kostadinova | Tiro       | Pistola 10 m mixto     |